# Castéra-Verduzan
Castéra-Verduzan (gaskognisch Lo Casterar e Verdusan) ist eine französische Gemeinde mit 1.042 Einwohnern (Stand 1. Januar 2022) im Département Gers in der Region Okzitanien; sie gehört zum Arrondissement Auch und zum Gemeindeverband Grand Auch Cœur de Gascogne. Seine Bewohner nennen sich Castérois/Castéroises.

## Geografie
Castéra-Verduzan liegt an der Auloue, rund 22 Kilometer nordwestlich der Stadt Auch im Norden des Départements Gers. Die Gemeinde besteht aus zahlreichen Siedlungen und Einzelgehöften. Verkehrstechnisch liegt die Gemeinde an der RD930. 

## Geschichte
Im Jahr 1831 vereinigten sich die drei Gemeinden Castéra-Vivent (1821: 578 Einwohner), La Cavalerie (heute La Claverie; 1821: 54 Einwohner) und Verduzan (1821: 314 Einwohner) zur neuen Gemeinde Castéra-Verduzan. Im Mittelalter lagen die Orte in der Grafschaft Haut-Armagnac, die ein Teil der Provinz Gascogne war. Alle drei Gemeinden gehörten von 1793 bis 1801 zum District Condom. Zudem waren Castéra-Vivent, La Cavalerie und Verduzan von 1793 bis 1801 ein Teil des Kantons Saint-Puy. Von 1801 bis 2015 lagen sie im Wahlkreis (Kanton) Valence-sur-Baïse. Die Gemeinden sind seit 1801 dem Arrondissement Condom zugeteilt.

## Bevölkerungsentwicklung
| Jahr                       | 1962 | 1968 | 1975 | 1982 | 1990 | 1999 | 2006 | 2014 | 2020 |
| Einwohner                  | 794  | 738  | 719  | 753  | 794  | 830  | 906  | 973  | 1015 |
| Quellen: Cassini und INSEE |      |      |      |      |      |      |      |      |      |

## Sehenswürdigkeiten
- Kirche Saint-Blaise aus dem 19. Jahrhundert
- ehemalige Kirche Saint-Blaise in Vieux-Castéra aus dem 12.–15. Jahrhundert, Monument historique seit 1927[1]
- ehemalige Kapelle von Vieux-Verduzan aus dem 15. Jahrhundert (heute ein Wohnhaus)
- Kapelle Saint-Georges und Kommende der Templer (privat)
- Denkmal für die Gefallenen[2]
- Friedhofskreuz aus dem 16. Jahrhundert, Monument historique seit 1927[3]
- zahlreiche Wegkreuze und eine Marienstatue
- Lavoir (ehemaliges Waschhaus) in Coulom nahe Vieux-Castéra
- Taubenturm aus dem 19. Jahrhundert
- alte Windmühle
- Thermalbad aus dem Jahr 1817

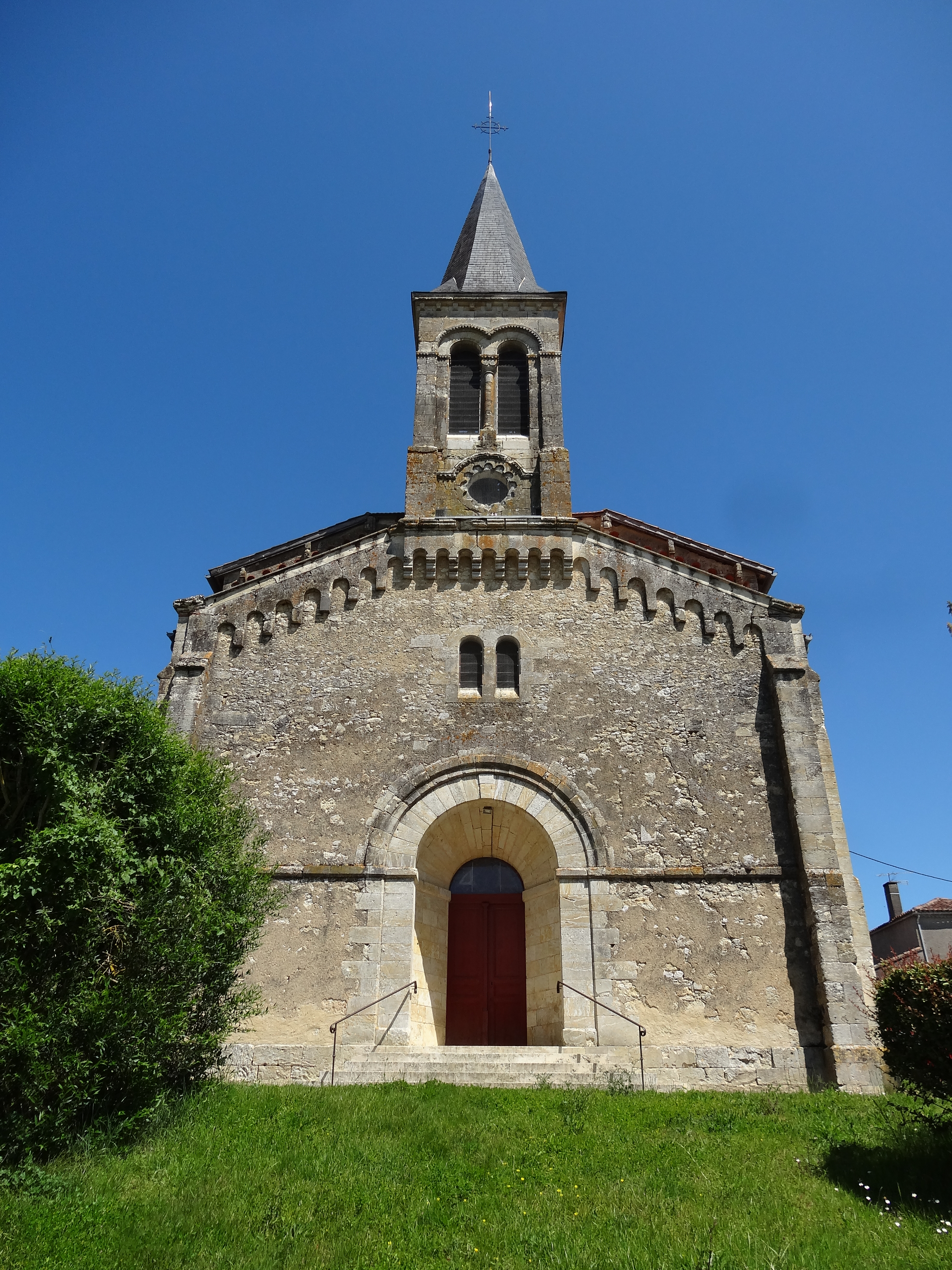
Kirche Saint-Blaise
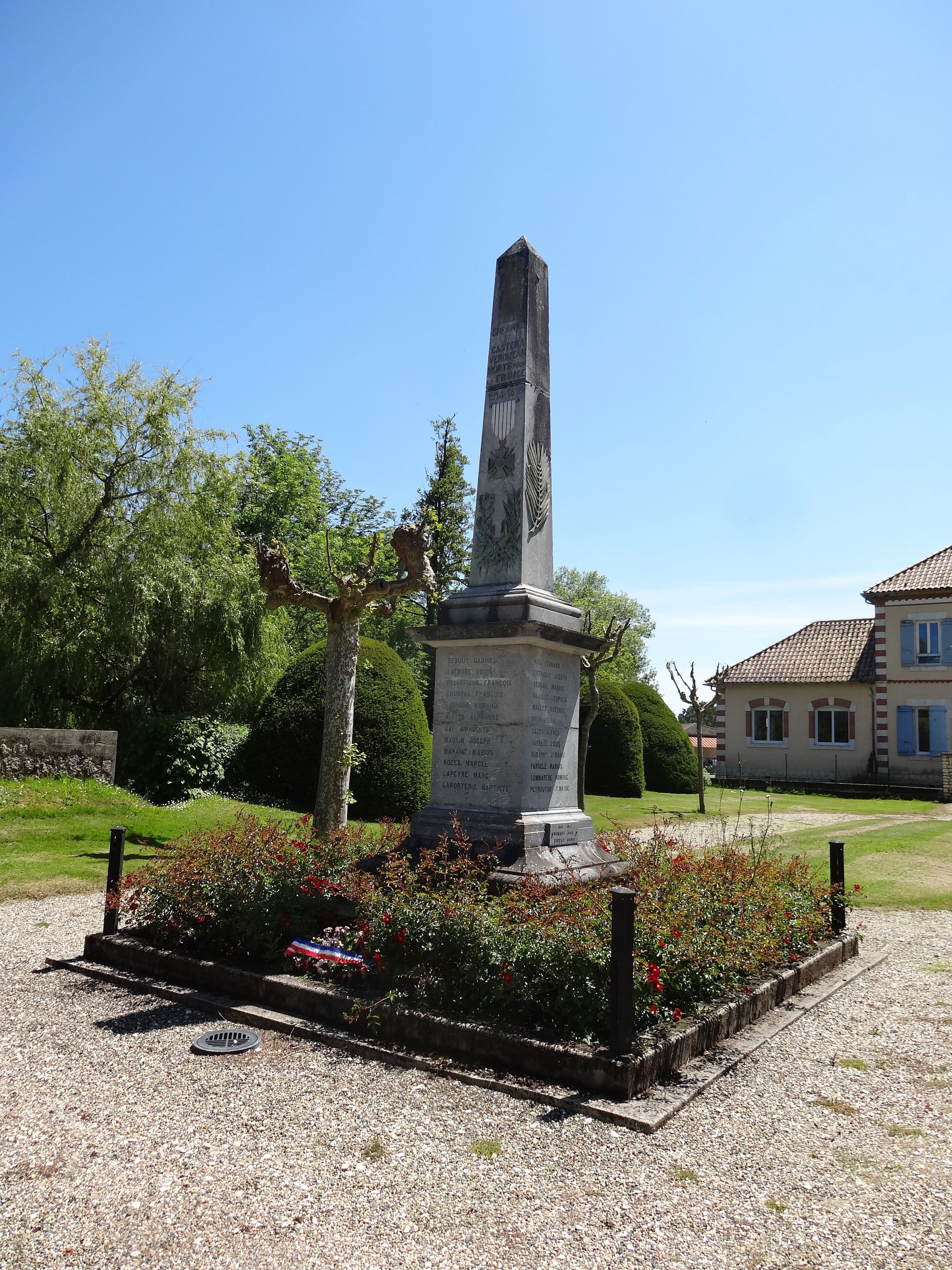
Gefallenendenkmal
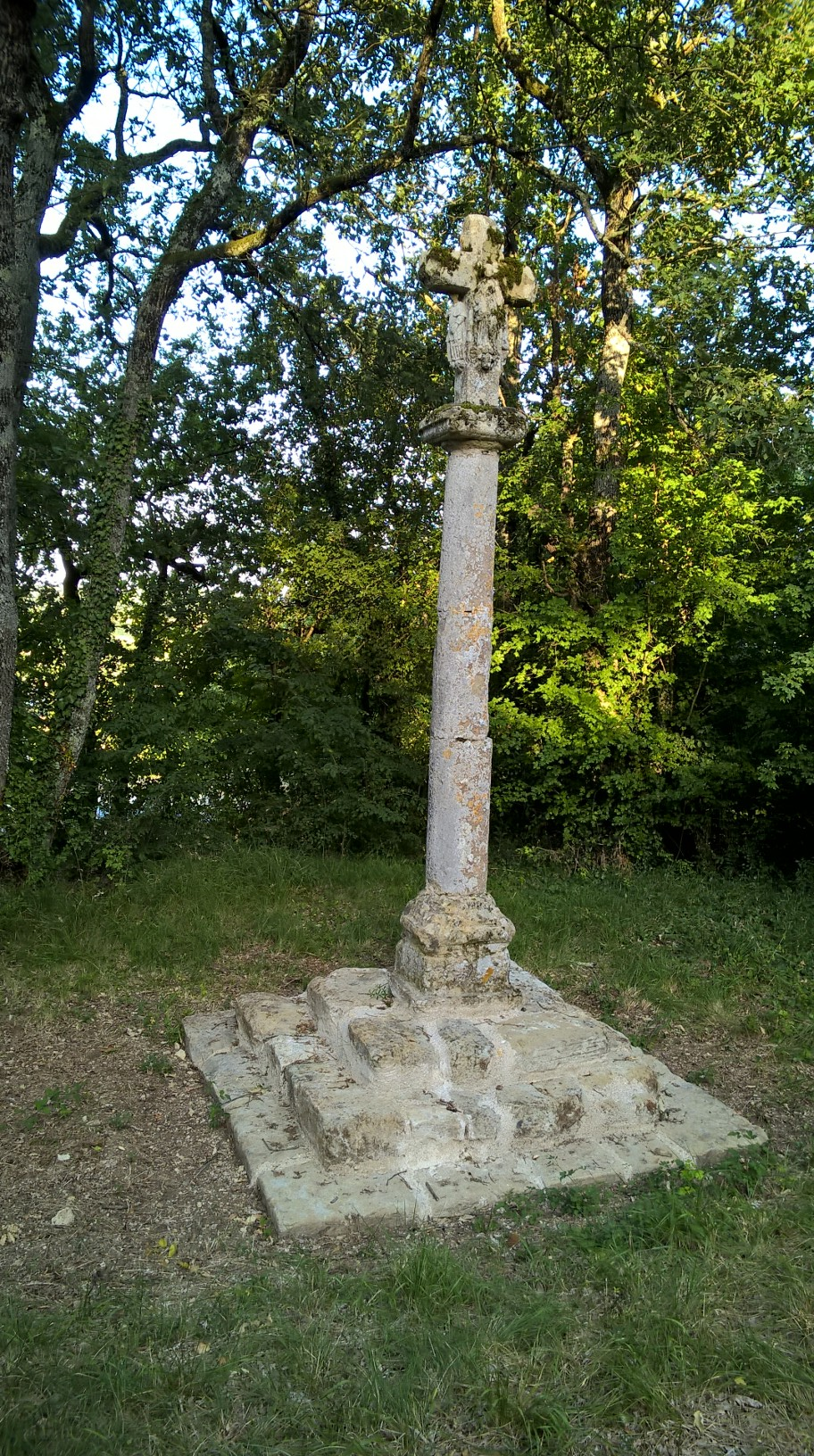
Kreuz auf dem Friedhof
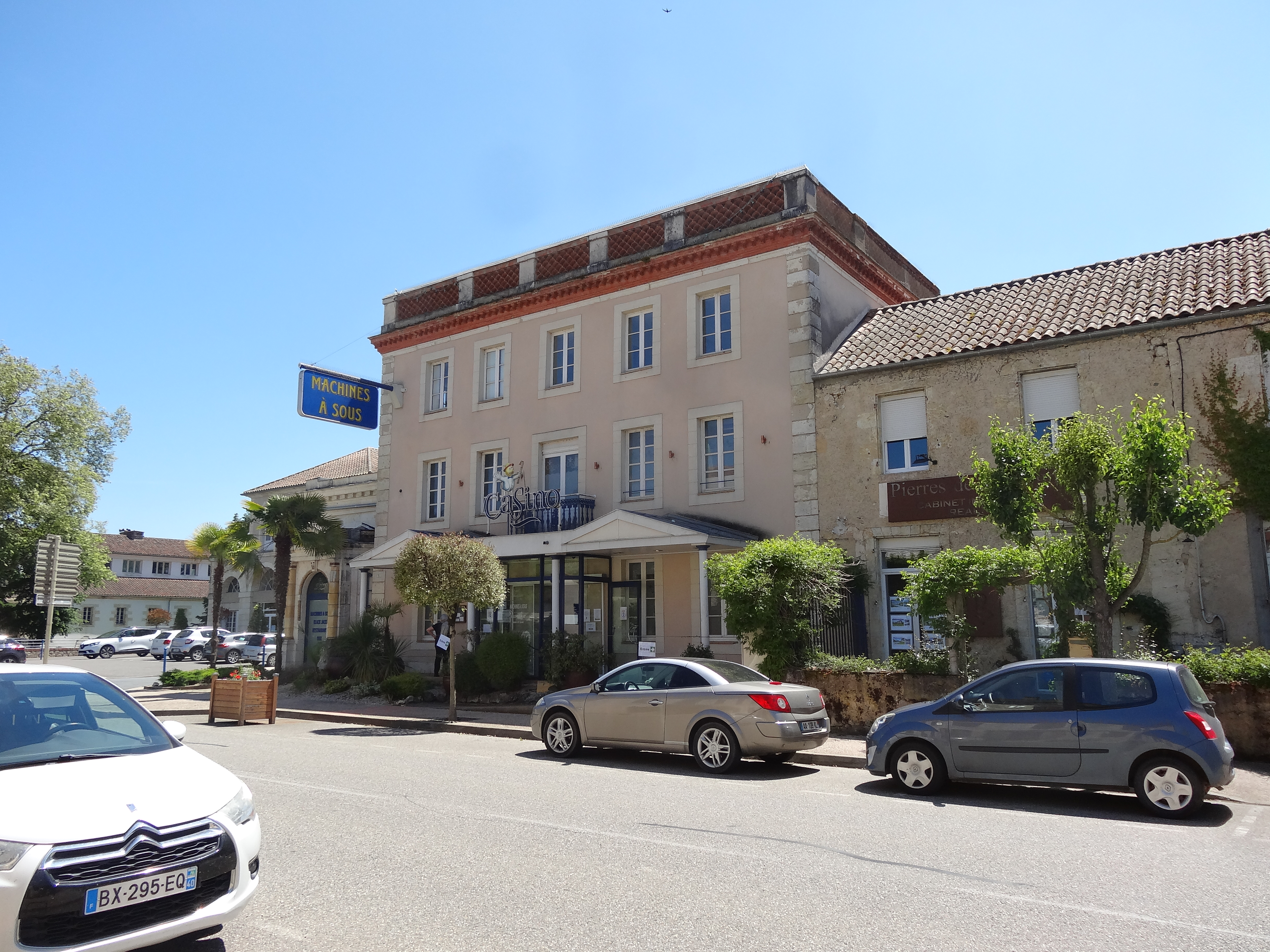
Ehemaliges Casino
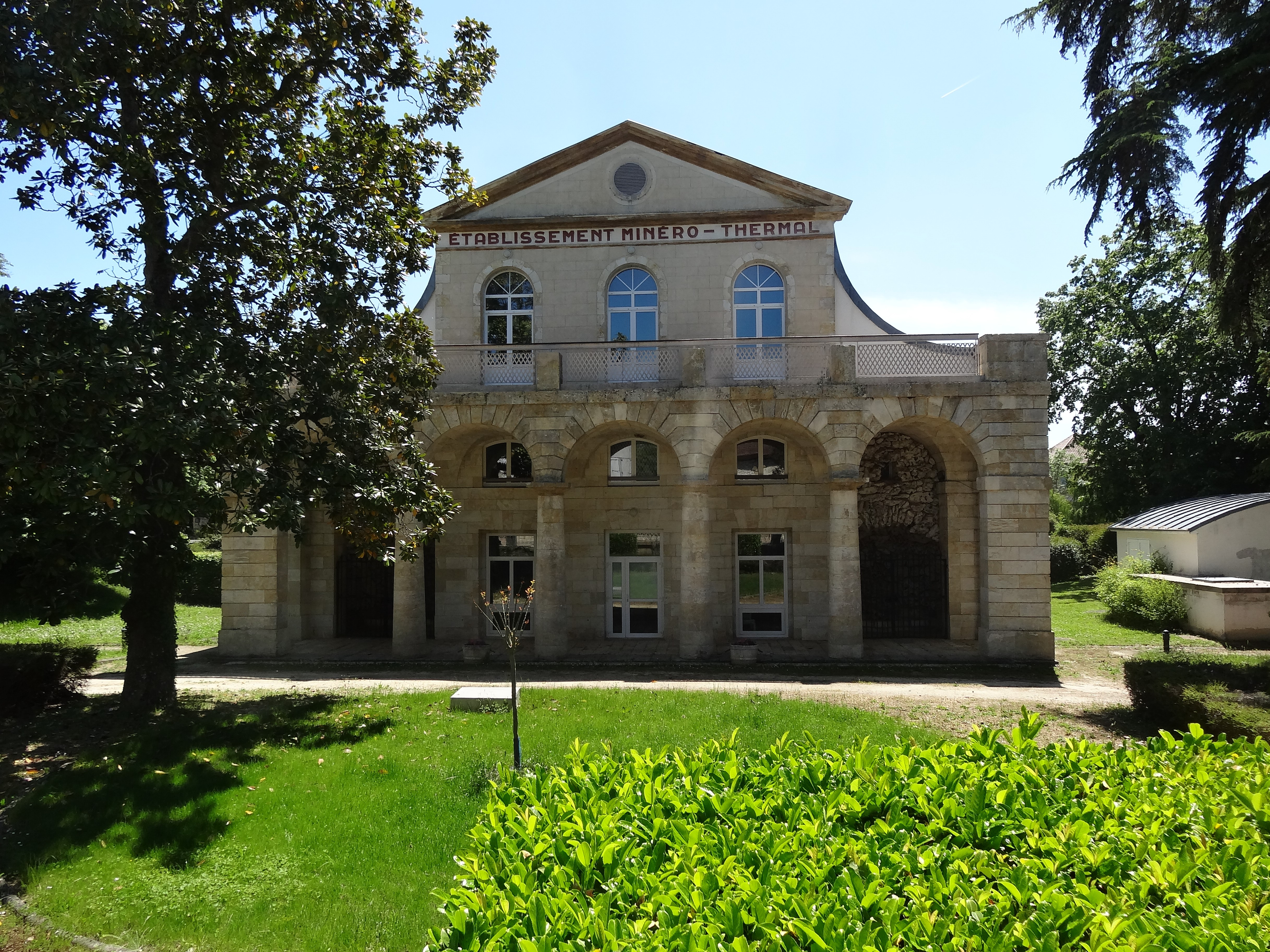
Ehemaliges Thermalbad